# Сатурн (аллигатор)

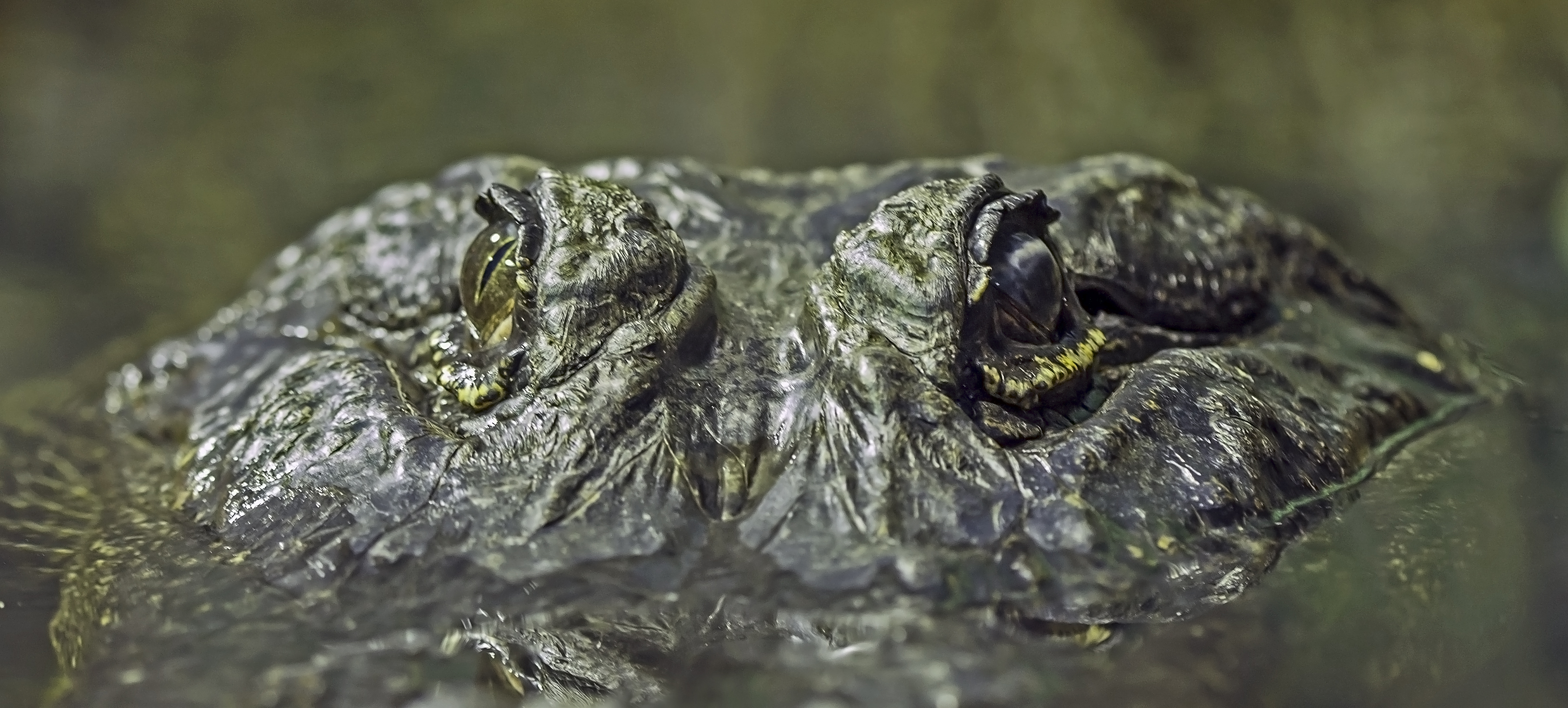
Сатурн: глаза крупным планом (фотография 2009 года)

Сатурн (1936 либо середина 1920-х — 22 мая 2020 года) — миссисипский аллигатор (Alligator mississippiensis), содержавшийся в Московском зоопарке. Родился в 1936 году в штате Миссисипи в США, вскоре его перевезли в Берлинский зоопарк (в то же время в документах по учёту аллигаторов в Московского зоопарка есть данные, что Сатурн попал в Берлин в возрасте от 10 до 12 лет). По легенде, Гитлер любил посещать зоопарк, где ему особенно нравился этот аллигатор. В 1943 году Сатурн сбежал из зоопарка после того, как в результате взрыва авиабомбы здание, в котором он обитал, было разрушено. В 1946 году был обнаружен британскими солдатами, которые передали его советским войскам; в том же году он был передан в Московский зоопарк, став одной из его самых известных и популярных достопримечательностей.
Сатурн описывался в 2005 году как имеющий 3,5 м в длину и 200 кг веса. У него была зелёная чешуя, широкий рот и жёлтые глаза.

## Жизнеописание
Сатурн родился на воле в американском штате Миссисипи в 1936 году. В том же году его поймали и отправили в Берлинский зоопарк. Именно в этот период возник популярный слух, что он «любимец» Адольфа Гитлера. Автором этого слуха мог быть Борис Акунин, который сделал такое предположение в статье.[прояснить] В действительности он не был личным питомцем Гитлера, поскольку выставлялся на всеобщее обозрение в зоопарке. Однако некоторые источники сообщают о том, что его выставляли в зоопарке как часть личного зверинца Гитлера, а Дмитрий Васильев, ветеринар Московского зоопарка, утверждает, что, хотя Сатурн и не был животным Гитлера, они могли вступать в контакт, так как Гитлер, как известно, иногда посещал Берлинский зоопарк.
Во время Второй мировой войны большая часть Берлинского зоопарка была разрушена. Из 16 тысяч его обитателей выжило только 96. Когда здание аквариума в результате взрыва бомбы 23 ноября 1943 года было разрушено, от 20 до 30 аллигаторов и крокодилов было убито. Пресса сообщала, что улицы возле аквариума были завалены трупами аллигаторов и крокодилов, однако некоторые, в том числе и Сатурн, выжили и бродили по городу в поисках пищи.
По окончании войны район, где расположен Берлинский зоопарк, перешёл под юрисдикцию Британской зоны оккупации. В 1946 году британские солдаты обнаружили Сатурна и привезли его в Лейпциг, тогда входивший в Советскую зону оккупации, где передали его СССР. Хотя подробности того, как Сатурн попал в СССР, неизвестны (поскольку в Москве в 1950-х гг. сгорел туристический офис), известно, что бойцы Советской Армии перевезли Сатурна вместе с тигровым питоном в Москву в июле 1946 года и доставили в Московский зоопарк. Когда аллигатор попал туда, он сразу стал популярной достопримечательностью, поскольку в зоопарке было только два крокодила и ни одного другого аллигатора. Из-за своего немецкого происхождения он получил прозвище Гитлер, но позже его назвали Сатурн.
В 1950-х гг. США подарили Советскому Союзу молодую самку аллигатора. Её назвали Шипка и стали спаривать с Сатурном, но потомства они не произвели, поскольку все яйца Шипки были бесплодны. Шипка, которая была на тридцать лет моложе Сатурна, умерла раньше него, и Сатурн был так огорчён её смертью, что некоторое время отказывался от пищи. К 2005-му году у Сатурна появилась новая подружка, которой было тогда тридцать лет.
В свою бытность в Московском зоопарке Сатурн несколько раз чуть не погиб. В 1980-х годах от потолка аквариума отвалилась бетонная плита. Она упала в отделение с аллигатором, но, к счастью для Сатурна, он заранее укрылся в защитной нише. В 1990 году было построено новое здание аквариума, но Сатурн сопротивлялся переходу, в течение четырёх месяцев отказывался принимать пищу, и был близок к смерти. Однажды, желая его разбудить, пьяный посетитель бросил ему в голову булыжник, после чего ветеринары зоопарка несколько месяцев боролись за его жизнь. Ещё один раз другая группа туристов кидалась в него стеклянными бутылками, поранив его. После этих инцидентов, участок с Сатурном обезопасили, добавив толстую стеклянную стену. В 2010-х годах Сатурн в очередной раз отказался от еды, на этот раз в течение почти года. Сотрудники зоопарка взяли образцы крови для анализа и делали ему для сохранения жизни инъекции витаминов. В конечном счёте он возобновил приём пищи.
С 2015 года спонсором Сатурна была французская компания Lacoste.
Умер от старости 22 мая 2020 года в возрасте около 84 лет (при том, что в природе продолжительность жизни представителей этого вида составляет от 30 до 50 лет).

## Память
После смерти Сатурна в официальном сообщении Московского зоопарка было сказано: 
«Сатурн… — это целая эпоха. … Он пришел после Победы — и встретил с нами её 75-летие. Это большое счастье, что каждый из нас мог взглянуть ему в глаза, просто тихо побыть рядом. Он видел многих из нас детьми. Надеемся, что мы его не разочаровали».
Шкура легендарного животного была передана в Дарвиновский музей.